# Stylopoda groteana
Stylopoda groteana är en fjärilsart som beskrevs av Dyar 1903. Stylopoda groteana ingår i släktet Stylopoda och familjen nattflyn. Inga underarter finns listade i Catalogue of Life.